# L’Isle-Arné
L’Isle-Arné település Franciaországban, Gers megyében. Lakosainak száma 187 fő (2022. január 1.). L’Isle-Arné Aubiet, Saint-Caprais, Juilles és Lussan községekkel határos.

## Népesség
A település népességének változása:
| Lakosok száma | 108  | 101  | 83   | 111  | 167  | 178  | 180  | 190  | 193  | 187  |
|               | 1968 | 1982 | 1990 | 2006 | 2013 | 2015 | 2017 | 2019 | 2020 | 2022 |